# Waleri Simeonow
Waleri Simeonow Simeonow, bułg. Валери Симеонов Симеонов (ur. 14 marca 1955 w miejscowości Dołni Cziflik) – bułgarski polityk, inżynier i przedsiębiorca, przewodniczący Narodowego Frontu Ocalenia Bułgarii, deputowany do Zgromadzenia Narodowego, od 2017 do 2018 wicepremier.

## Życiorys
Ukończył studia w Wyższym Instytucie Mechaniczno-Elektrycznym w Sofii. Był zatrudniony na różnych stanowiskach w przedsiębiorstwie przemysłowym, porcie lotniczym w Burgasie i stoczni remontowej. Pracował przez kilka lat jako elektryk na statkach rybackich, a w drugiej połowie lat 80. w hucie w pobliżu miejscowości Debelt. Był przewodniczącym zakładowej organizacji związkowej KT Podkrepa i działaczem lokalnych struktur Związku Sił Demokratycznych. W 1991 zaczął prowadził własną firmę (zajmującą się montażem taksometrów), następnie założył i zaczął rozwijać prywatną telewizję SKAT, stając się jej udziałowcem i prezesem zarządu.
Waleri Simeonow ponownie zaangażował się w działalność polityczną w ramach nacjonalistycznej partii Ataka, w 2007 został wybrany z jej listy na radnego Burgasu, krótko pełnił funkcję przewodniczącego rady miejskiej. W 2011 zorganizował własne ugrupowanie pod nazwą Narodowy Front Ocalenia Bułgarii, w którym objął stanowisko jednego z trzech współprzewodniczących. W 2014 został samodzielnym przewodniczącym partii. W tym samym roku wybrany na posła do Zgromadzenia Narodowego 43. kadencji z ramienia koalicyjnego Frontu Patriotycznego. W 2017 utrzymał mandat deputowanego na 44. kadencję, będąc jednym z liderów koalicji Zjednoczeni Patrioci.
W maju 2017 otrzymał nominację na wicepremiera do spraw gospodarki i demografii w koalicyjnym trzecim gabinecie Bojka Borisowa. W listopadzie 2018 podał się do dymisji; rezygnację poprzedziła krytyka polityka za jego negatywne komentarze pod adresem protestujących matek niepełnosprawnych dzieci. W 2021 jego ugrupowanie zawarło koalicję z partią Wola, która w wyborach nie przekroczyła progu wyborczego. Front nie uzyskał mandatów również w kolejnych wyborach. W wyborach prezydenckich z listopada 2021 Waleri Simeonow dostał natomiast 0,3% głosów.